# Alex Servais
Alexandre Louis „Alex“ Servais (* 2. März 1896 in Luxemburg; † 17. Dezember 1949 in Leysin, Schweiz) war ein luxemburgischer Sprinter und Speerwerfer.
Bei den Olympischen Spielen 1920 in Antwerpen war er Fahnenträger der luxemburgischen Mannschaft. Im 4-mal-100-Meter-Staffellauf belegte er mit der luxemburgischen Staffel den sechsten Platz. Über 100 m und im Speerwurf schied er in der ersten Runde aus.